# Бергштрасе
Бергштрасе (нем. Bergstraße) — район в Германии. Центр района — город Хеппенхайм (Бергштрасе). Район входит в землю Гессен. Подчинён административному округу Дармштадт. Занимает площадь 720 км². Население — 262,8 тыс. чел. (2010). Плотность населения — 365 человек/км². Официальный код района — 06 4 31.
Район подразделяется на 22 общины.

## Города и общины
1. Бенсхайм (39 635)
2. Фирнхайм (32 643)
3. Лампертхайм (31 229)
4. Хеппенхайм (25 297)
5. Бюрштадт (15 573)
6. Лорш (13 007)
7. Вальд-Михельбах (10 979)
8. Фюрт (10 679)
9. Мёрленбах (10 208)
10. Биркенау (10 000)
11. Библис (8780)
12. Римбах (8545)
13. Лаутерталь (7092)
14. Цвингенберг (6735)
15. Айнхаузен (6090)
16. Линденфельс (5049)
17. Горксхаймерталь (3990)
18. Неккарштайнах (3769)
19. Грос-Рорхайм (3733)
20. Гразелленбах (3714)
21. Хиршхорн (3600)
22. Абтштайнах (2452)

(30 июня 2010)